# União das Freguesias de Valtorno e Mourão
Die União das Freguesias de Valtorno e Mourão ist eine portugiesische Gemeinde (Freguesia) im Kreis (Concelho) Vila Flor, Distrikt Bragança, im Nordosten Portugals.

## Geschichte
Die Gemeinde entstand im Zuge der Gebietsreform vom 29. September 2013 durch die Zusammenlegung der ehemaligen Gemeinden Valtorno und Mourão.
Valtorno wurde Sitz der neuen Verwaltung.

## Demographie
| Freguesia | Freguesia         | Freguesia | Freguesia       | ehemalige Freguesias | ehemalige Freguesias | ehemalige Freguesias | ehemalige Freguesias |
| --------- | ----------------- | --------- | --------------- | -------------------- | -------------------- | -------------------- | -------------------- |
| Wappen    | Freguesia         | Einwohner | Fläche in (km²) | Wappen               | Freguesia            | Einwohner            | Fläche in (km²)      |
|           | Valtorno e Mourão | 319       | 19,31           |                      | Valtorno             | 260                  | 13,83                |
|           | Valtorno e Mourão | 319       | 19,31           | Mourão               | 104                  | 5,48                 |                      |